# میوبک
میوبک (به سوئدی: Mjöbäck) یک منطقهٔ مسکونی در سوئد است که در بخش اسونیونا واقع شده‌است. میوبک ۰٫۷۰ کیلومتر مربع مساحت و ۲۹۴ نفر جمعیت دارد.